# Greg Fidelman
Greg Fidelman (nascido em 04 de setembro de 1965) é um engenheiro e produtor musical norte-americano. Fidelman trabalhou com diversas bandas de renome e altamente respeitadas em vários gêneros, muitos nos gêneros de rock ou metal, incluindo Metallica, Slayer, Black Sabbath, Red Hot Chili Peppers, Bush, Audioslave, Marilyn Manson, Slipknot e System of a Down, mas também trabalhou em álbuns do U2, Johnny Cash, Neil Diamond e outros.

## Álbuns notáveis em que trabalhou
| Date | Album                                            | Artist                               | Position(s)                    | Ref      |
| ---- | ------------------------------------------------ | ------------------------------------ | ------------------------------ | -------- |
| 2016 | Hardwired...To Self-Destruct                     | Metallica                            | Producer/Engineer/Mixer        | [3]      |
| 2015 | Shadowmaker                                      | Apocalyptica                         | Mixer                          | [4]      |
| 2014 | .5: The Gray Chapter                             | Slipknot                             | Producer                       | [5]      |
| 2013 | 13                                               | Black Sabbath                        | Engineer                       | [6]      |
| 2011 | Lulu                                             | Metallica & Lou Reed                 | Producer/Engineer/Mixer        | [1]      |
| 2011 | I'm with You                                     | Red Hot Chili Peppers                | Engineer/Mixer                 | [1]      |
| 2011 | 21                                               | Adele                                | Engineer/Mixer                 | [1]      |
| 2010 | Snakes for the Divine                            | High on Fire                         | Producer/Mixer                 | [1]      |
| 2009 | World Painted Blood                              | Slayer                               | Producer/Mixer                 | [7][8]   |
| 2009 | Music For Men                                    | The Gossip                           | Engineer/Mixer                 | [9]      |
| 2008 | Angels Undercover                                | Josiah Leming                        | Engineer                       | [10]     |
| 2008 | Death Magnetic                                   | Metallica                            | Engineer/Mixer                 | [11][12] |
| 2008 | The Cross of My Calling                          | The (International) Noise Conspiracy | Engineer                       | [13]     |
| 2007 | Spider-Man 3                                     | Various artists                      | Engineer (tracks 1, 2, and 12) | [14]     |
| 2007 | Golden Daze                                      | The Wildbirds                        | Producer/Mixer                 | [1]      |
| 2007 | Don't Dance Rattlesnake                          | The Films                            | Mixer                          | [1]      |
| 2006 | U218: Singles                                    | U2                                   | Engineer (tracks 17 and 18)    | [15]     |
| 2006 | American V: A Hundred Highways                   | Johnny Cash                          | Engineer/Mixer                 | [16]     |
| 2006 | Wish                                             | Reamonn                              | Producer/Mixer                 | [17]     |
| 2005 | 12 Songs                                         | Neil Diamond                         | Mixer/Engineer                 | [18]     |
| 2004 | Broken Valley                                    | Life of Agony                        | Producer/Mixer                 | [19]     |
| 2004 | The Feeding                                      | American Head Charge                 | Producer/Mixer                 | [1]      |
| 2004 | Vol. 3: (The Subliminal Verses)                  | Slipknot                             | Engineer/Mixer                 | [20][21] |
| 2003 | Unearthed                                        | Johnny Cash                          | Mixer                          | [22]     |
| 2003 | Soundtrack To The Apocalypse                     | Slayer                               | Mixer (tracks 16–18)           | [23]     |
| 2003 | Get Born                                         | Jet                                  | Engineer                       | [24]     |
| 2003 | Life On Other Planets                            | Supergrass                           | Mixer/Engineer                 | [25]     |
| 2003 | Exactly What You Think It Is                     | Sour                                 | Producer/Mixer                 | [26]     |
| 2002 | Audioslave                                       | Audioslave                           | Engineer                       | [1]      |
| 2001 | Golden State                                     | Bush                                 | Engineer                       | [27]     |
| 2001 | Onka's Big Moka                                  | Toploader                            | Engineer                       | [28]     |
| 2001 | The War of Art                                   | American Head Charge                 | Engineer                       | [29]     |
| 2000 | Holy Wood (In the Shadow of the Valley of Death) | Marilyn Manson                       | Engineer                       | [30]     |
| 2000 | Thirteen Tales From Urban Bohemia                | The Dandy Warhols                    | Engineer                       | [1]      |
| 1999 | Californication                                  | Red Hot Chili Peppers                | Engineer                       | [31]     |
| 1998 | System of a Down                                 | System of a Down                     | Engineer                       | [32]     |
| 1997 | Built to Last                                    | Sick of It All                       | Engineer                       | [33]     |

1. ↑  «Greg Fidelman». Wikipedia, the free encyclopedia (em inglês). 23 de agosto de 2016